# John Brown (problemista)
John Brown (Bridport, 30 maggio 1827 – Bridport, 17 novembre 1863) è stato un compositore di scacchi britannico, considerato con Grimshaw e Healey uno dei maggiori problemisti inglesi dell'Ottocento.
La sua breve carriera si svolse nella cosiddetta "epoca di transizione", durante la quale il problema di scacchi si staccò gradualmente dagli scacchi giocati. Diversamente dal suo contemporaneo Reginald A. Brown (noto all'epoca come "Brown of Leeds"), che privilegiava la difficoltà di soluzione senza badare all'estetica, "Brown of Bridport" compose generalmente posizioni ariose, con idee chiare e svolgimenti eleganti.
Pubblicò i suoi primi problemi nel 1852 sulla rivista Chess Player's Chronicle. In seguito la maggior parte delle sue composizioni fu pubblicata dalla rivista Illustrated London News, la cui rubrica di scacchi era curata da Howard Staunton.
Presentò per la prima volta un duello tra una donna bianca e un alfiere nero in cui la donna compie un percorso triangolare per eludere le difese dell'alfiere e dare matto (v. diagramma sotto a sinistra). Ideò diverse manovre tematiche che sono state poi intitolate ad altri, per esempio il "percorso anticritico" per evitare l'interferenza di un pezzo nero (v. diagramma sotto a destra).
Morì di tubercolosi all'età di 36 anni. Un gruppo di suoi ammiratori, per aiutare la famiglia con il ricavato delle vendite (si era sposato tre anni prima) raccolse i suoi migliori problemi nel libro Chess Strategy. A collection of the most beautiful chess problems composed by J. B. of Bridport (N. Trübner & Co., Londra, 1865).
Nel 2011 l'inglese Brian Gosling ha scritto su di lui il libro John Brown - the forgotten chess composer? (Troubadour Publishing Co, Leicester, 2011).
|   | a | b | c | d | e | f | g | h |   |
| 8 | a6 re del bianco · c5 pedone del nero · b4 alfiere del nero · c4 re del nero · e4 alfiere del bianco · g4 pedone del nero · e3 donna del bianco · b2 cavallo del nero · e2 cavallo del bianco | a6 re del bianco · c5 pedone del nero · b4 alfiere del nero · c4 re del nero · e4 alfiere del bianco · g4 pedone del nero · e3 donna del bianco · b2 cavallo del nero · e2 cavallo del bianco | a6 re del bianco · c5 pedone del nero · b4 alfiere del nero · c4 re del nero · e4 alfiere del bianco · g4 pedone del nero · e3 donna del bianco · b2 cavallo del nero · e2 cavallo del bianco | a6 re del bianco · c5 pedone del nero · b4 alfiere del nero · c4 re del nero · e4 alfiere del bianco · g4 pedone del nero · e3 donna del bianco · b2 cavallo del nero · e2 cavallo del bianco | a6 re del bianco · c5 pedone del nero · b4 alfiere del nero · c4 re del nero · e4 alfiere del bianco · g4 pedone del nero · e3 donna del bianco · b2 cavallo del nero · e2 cavallo del bianco | a6 re del bianco · c5 pedone del nero · b4 alfiere del nero · c4 re del nero · e4 alfiere del bianco · g4 pedone del nero · e3 donna del bianco · b2 cavallo del nero · e2 cavallo del bianco | a6 re del bianco · c5 pedone del nero · b4 alfiere del nero · c4 re del nero · e4 alfiere del bianco · g4 pedone del nero · e3 donna del bianco · b2 cavallo del nero · e2 cavallo del bianco | a6 re del bianco · c5 pedone del nero · b4 alfiere del nero · c4 re del nero · e4 alfiere del bianco · g4 pedone del nero · e3 donna del bianco · b2 cavallo del nero · e2 cavallo del bianco | 8 |
| 7 | a6 re del bianco · c5 pedone del nero · b4 alfiere del nero · c4 re del nero · e4 alfiere del bianco · g4 pedone del nero · e3 donna del bianco · b2 cavallo del nero · e2 cavallo del bianco | a6 re del bianco · c5 pedone del nero · b4 alfiere del nero · c4 re del nero · e4 alfiere del bianco · g4 pedone del nero · e3 donna del bianco · b2 cavallo del nero · e2 cavallo del bianco | a6 re del bianco · c5 pedone del nero · b4 alfiere del nero · c4 re del nero · e4 alfiere del bianco · g4 pedone del nero · e3 donna del bianco · b2 cavallo del nero · e2 cavallo del bianco | a6 re del bianco · c5 pedone del nero · b4 alfiere del nero · c4 re del nero · e4 alfiere del bianco · g4 pedone del nero · e3 donna del bianco · b2 cavallo del nero · e2 cavallo del bianco | a6 re del bianco · c5 pedone del nero · b4 alfiere del nero · c4 re del nero · e4 alfiere del bianco · g4 pedone del nero · e3 donna del bianco · b2 cavallo del nero · e2 cavallo del bianco | a6 re del bianco · c5 pedone del nero · b4 alfiere del nero · c4 re del nero · e4 alfiere del bianco · g4 pedone del nero · e3 donna del bianco · b2 cavallo del nero · e2 cavallo del bianco | a6 re del bianco · c5 pedone del nero · b4 alfiere del nero · c4 re del nero · e4 alfiere del bianco · g4 pedone del nero · e3 donna del bianco · b2 cavallo del nero · e2 cavallo del bianco | a6 re del bianco · c5 pedone del nero · b4 alfiere del nero · c4 re del nero · e4 alfiere del bianco · g4 pedone del nero · e3 donna del bianco · b2 cavallo del nero · e2 cavallo del bianco | 7 |
| 6 | a6 re del bianco · c5 pedone del nero · b4 alfiere del nero · c4 re del nero · e4 alfiere del bianco · g4 pedone del nero · e3 donna del bianco · b2 cavallo del nero · e2 cavallo del bianco | a6 re del bianco · c5 pedone del nero · b4 alfiere del nero · c4 re del nero · e4 alfiere del bianco · g4 pedone del nero · e3 donna del bianco · b2 cavallo del nero · e2 cavallo del bianco | a6 re del bianco · c5 pedone del nero · b4 alfiere del nero · c4 re del nero · e4 alfiere del bianco · g4 pedone del nero · e3 donna del bianco · b2 cavallo del nero · e2 cavallo del bianco | a6 re del bianco · c5 pedone del nero · b4 alfiere del nero · c4 re del nero · e4 alfiere del bianco · g4 pedone del nero · e3 donna del bianco · b2 cavallo del nero · e2 cavallo del bianco | a6 re del bianco · c5 pedone del nero · b4 alfiere del nero · c4 re del nero · e4 alfiere del bianco · g4 pedone del nero · e3 donna del bianco · b2 cavallo del nero · e2 cavallo del bianco | a6 re del bianco · c5 pedone del nero · b4 alfiere del nero · c4 re del nero · e4 alfiere del bianco · g4 pedone del nero · e3 donna del bianco · b2 cavallo del nero · e2 cavallo del bianco | a6 re del bianco · c5 pedone del nero · b4 alfiere del nero · c4 re del nero · e4 alfiere del bianco · g4 pedone del nero · e3 donna del bianco · b2 cavallo del nero · e2 cavallo del bianco | a6 re del bianco · c5 pedone del nero · b4 alfiere del nero · c4 re del nero · e4 alfiere del bianco · g4 pedone del nero · e3 donna del bianco · b2 cavallo del nero · e2 cavallo del bianco | 6 |
| 5 | a6 re del bianco · c5 pedone del nero · b4 alfiere del nero · c4 re del nero · e4 alfiere del bianco · g4 pedone del nero · e3 donna del bianco · b2 cavallo del nero · e2 cavallo del bianco | a6 re del bianco · c5 pedone del nero · b4 alfiere del nero · c4 re del nero · e4 alfiere del bianco · g4 pedone del nero · e3 donna del bianco · b2 cavallo del nero · e2 cavallo del bianco | a6 re del bianco · c5 pedone del nero · b4 alfiere del nero · c4 re del nero · e4 alfiere del bianco · g4 pedone del nero · e3 donna del bianco · b2 cavallo del nero · e2 cavallo del bianco | a6 re del bianco · c5 pedone del nero · b4 alfiere del nero · c4 re del nero · e4 alfiere del bianco · g4 pedone del nero · e3 donna del bianco · b2 cavallo del nero · e2 cavallo del bianco | a6 re del bianco · c5 pedone del nero · b4 alfiere del nero · c4 re del nero · e4 alfiere del bianco · g4 pedone del nero · e3 donna del bianco · b2 cavallo del nero · e2 cavallo del bianco | a6 re del bianco · c5 pedone del nero · b4 alfiere del nero · c4 re del nero · e4 alfiere del bianco · g4 pedone del nero · e3 donna del bianco · b2 cavallo del nero · e2 cavallo del bianco | a6 re del bianco · c5 pedone del nero · b4 alfiere del nero · c4 re del nero · e4 alfiere del bianco · g4 pedone del nero · e3 donna del bianco · b2 cavallo del nero · e2 cavallo del bianco | a6 re del bianco · c5 pedone del nero · b4 alfiere del nero · c4 re del nero · e4 alfiere del bianco · g4 pedone del nero · e3 donna del bianco · b2 cavallo del nero · e2 cavallo del bianco | 5 |
| 4 | a6 re del bianco · c5 pedone del nero · b4 alfiere del nero · c4 re del nero · e4 alfiere del bianco · g4 pedone del nero · e3 donna del bianco · b2 cavallo del nero · e2 cavallo del bianco | a6 re del bianco · c5 pedone del nero · b4 alfiere del nero · c4 re del nero · e4 alfiere del bianco · g4 pedone del nero · e3 donna del bianco · b2 cavallo del nero · e2 cavallo del bianco | a6 re del bianco · c5 pedone del nero · b4 alfiere del nero · c4 re del nero · e4 alfiere del bianco · g4 pedone del nero · e3 donna del bianco · b2 cavallo del nero · e2 cavallo del bianco | a6 re del bianco · c5 pedone del nero · b4 alfiere del nero · c4 re del nero · e4 alfiere del bianco · g4 pedone del nero · e3 donna del bianco · b2 cavallo del nero · e2 cavallo del bianco | a6 re del bianco · c5 pedone del nero · b4 alfiere del nero · c4 re del nero · e4 alfiere del bianco · g4 pedone del nero · e3 donna del bianco · b2 cavallo del nero · e2 cavallo del bianco | a6 re del bianco · c5 pedone del nero · b4 alfiere del nero · c4 re del nero · e4 alfiere del bianco · g4 pedone del nero · e3 donna del bianco · b2 cavallo del nero · e2 cavallo del bianco | a6 re del bianco · c5 pedone del nero · b4 alfiere del nero · c4 re del nero · e4 alfiere del bianco · g4 pedone del nero · e3 donna del bianco · b2 cavallo del nero · e2 cavallo del bianco | a6 re del bianco · c5 pedone del nero · b4 alfiere del nero · c4 re del nero · e4 alfiere del bianco · g4 pedone del nero · e3 donna del bianco · b2 cavallo del nero · e2 cavallo del bianco | 4 |
| 3 | a6 re del bianco · c5 pedone del nero · b4 alfiere del nero · c4 re del nero · e4 alfiere del bianco · g4 pedone del nero · e3 donna del bianco · b2 cavallo del nero · e2 cavallo del bianco | a6 re del bianco · c5 pedone del nero · b4 alfiere del nero · c4 re del nero · e4 alfiere del bianco · g4 pedone del nero · e3 donna del bianco · b2 cavallo del nero · e2 cavallo del bianco | a6 re del bianco · c5 pedone del nero · b4 alfiere del nero · c4 re del nero · e4 alfiere del bianco · g4 pedone del nero · e3 donna del bianco · b2 cavallo del nero · e2 cavallo del bianco | a6 re del bianco · c5 pedone del nero · b4 alfiere del nero · c4 re del nero · e4 alfiere del bianco · g4 pedone del nero · e3 donna del bianco · b2 cavallo del nero · e2 cavallo del bianco | a6 re del bianco · c5 pedone del nero · b4 alfiere del nero · c4 re del nero · e4 alfiere del bianco · g4 pedone del nero · e3 donna del bianco · b2 cavallo del nero · e2 cavallo del bianco | a6 re del bianco · c5 pedone del nero · b4 alfiere del nero · c4 re del nero · e4 alfiere del bianco · g4 pedone del nero · e3 donna del bianco · b2 cavallo del nero · e2 cavallo del bianco | a6 re del bianco · c5 pedone del nero · b4 alfiere del nero · c4 re del nero · e4 alfiere del bianco · g4 pedone del nero · e3 donna del bianco · b2 cavallo del nero · e2 cavallo del bianco | a6 re del bianco · c5 pedone del nero · b4 alfiere del nero · c4 re del nero · e4 alfiere del bianco · g4 pedone del nero · e3 donna del bianco · b2 cavallo del nero · e2 cavallo del bianco | 3 |
| 2 | a6 re del bianco · c5 pedone del nero · b4 alfiere del nero · c4 re del nero · e4 alfiere del bianco · g4 pedone del nero · e3 donna del bianco · b2 cavallo del nero · e2 cavallo del bianco | a6 re del bianco · c5 pedone del nero · b4 alfiere del nero · c4 re del nero · e4 alfiere del bianco · g4 pedone del nero · e3 donna del bianco · b2 cavallo del nero · e2 cavallo del bianco | a6 re del bianco · c5 pedone del nero · b4 alfiere del nero · c4 re del nero · e4 alfiere del bianco · g4 pedone del nero · e3 donna del bianco · b2 cavallo del nero · e2 cavallo del bianco | a6 re del bianco · c5 pedone del nero · b4 alfiere del nero · c4 re del nero · e4 alfiere del bianco · g4 pedone del nero · e3 donna del bianco · b2 cavallo del nero · e2 cavallo del bianco | a6 re del bianco · c5 pedone del nero · b4 alfiere del nero · c4 re del nero · e4 alfiere del bianco · g4 pedone del nero · e3 donna del bianco · b2 cavallo del nero · e2 cavallo del bianco | a6 re del bianco · c5 pedone del nero · b4 alfiere del nero · c4 re del nero · e4 alfiere del bianco · g4 pedone del nero · e3 donna del bianco · b2 cavallo del nero · e2 cavallo del bianco | a6 re del bianco · c5 pedone del nero · b4 alfiere del nero · c4 re del nero · e4 alfiere del bianco · g4 pedone del nero · e3 donna del bianco · b2 cavallo del nero · e2 cavallo del bianco | a6 re del bianco · c5 pedone del nero · b4 alfiere del nero · c4 re del nero · e4 alfiere del bianco · g4 pedone del nero · e3 donna del bianco · b2 cavallo del nero · e2 cavallo del bianco | 2 |
| 1 | a6 re del bianco · c5 pedone del nero · b4 alfiere del nero · c4 re del nero · e4 alfiere del bianco · g4 pedone del nero · e3 donna del bianco · b2 cavallo del nero · e2 cavallo del bianco | a6 re del bianco · c5 pedone del nero · b4 alfiere del nero · c4 re del nero · e4 alfiere del bianco · g4 pedone del nero · e3 donna del bianco · b2 cavallo del nero · e2 cavallo del bianco | a6 re del bianco · c5 pedone del nero · b4 alfiere del nero · c4 re del nero · e4 alfiere del bianco · g4 pedone del nero · e3 donna del bianco · b2 cavallo del nero · e2 cavallo del bianco | a6 re del bianco · c5 pedone del nero · b4 alfiere del nero · c4 re del nero · e4 alfiere del bianco · g4 pedone del nero · e3 donna del bianco · b2 cavallo del nero · e2 cavallo del bianco | a6 re del bianco · c5 pedone del nero · b4 alfiere del nero · c4 re del nero · e4 alfiere del bianco · g4 pedone del nero · e3 donna del bianco · b2 cavallo del nero · e2 cavallo del bianco | a6 re del bianco · c5 pedone del nero · b4 alfiere del nero · c4 re del nero · e4 alfiere del bianco · g4 pedone del nero · e3 donna del bianco · b2 cavallo del nero · e2 cavallo del bianco | a6 re del bianco · c5 pedone del nero · b4 alfiere del nero · c4 re del nero · e4 alfiere del bianco · g4 pedone del nero · e3 donna del bianco · b2 cavallo del nero · e2 cavallo del bianco | a6 re del bianco · c5 pedone del nero · b4 alfiere del nero · c4 re del nero · e4 alfiere del bianco · g4 pedone del nero · e3 donna del bianco · b2 cavallo del nero · e2 cavallo del bianco | 1 |
|   | a | b | c | d | e | f | g | h |   |

Soluzione:
1. Dg3!   (blocco)

1... Ad2/e1  2. Db8 (min. 3. Db5#)

2... Ab4  3. Dg8#
1... Aa5   2. Rxa5 C ∼  3. Dc3/d3#
|   | a | b | c | d | e | f | g | h |   |
| 8 | c8 re del nero · f8 re del bianco · c7 pedone del nero · c6 alfiere del bianco · d6 cavallo del nero · g5 torre del bianco | c8 re del nero · f8 re del bianco · c7 pedone del nero · c6 alfiere del bianco · d6 cavallo del nero · g5 torre del bianco | c8 re del nero · f8 re del bianco · c7 pedone del nero · c6 alfiere del bianco · d6 cavallo del nero · g5 torre del bianco | c8 re del nero · f8 re del bianco · c7 pedone del nero · c6 alfiere del bianco · d6 cavallo del nero · g5 torre del bianco | c8 re del nero · f8 re del bianco · c7 pedone del nero · c6 alfiere del bianco · d6 cavallo del nero · g5 torre del bianco | c8 re del nero · f8 re del bianco · c7 pedone del nero · c6 alfiere del bianco · d6 cavallo del nero · g5 torre del bianco | c8 re del nero · f8 re del bianco · c7 pedone del nero · c6 alfiere del bianco · d6 cavallo del nero · g5 torre del bianco | c8 re del nero · f8 re del bianco · c7 pedone del nero · c6 alfiere del bianco · d6 cavallo del nero · g5 torre del bianco | 8 |
| 7 | c8 re del nero · f8 re del bianco · c7 pedone del nero · c6 alfiere del bianco · d6 cavallo del nero · g5 torre del bianco | c8 re del nero · f8 re del bianco · c7 pedone del nero · c6 alfiere del bianco · d6 cavallo del nero · g5 torre del bianco | c8 re del nero · f8 re del bianco · c7 pedone del nero · c6 alfiere del bianco · d6 cavallo del nero · g5 torre del bianco | c8 re del nero · f8 re del bianco · c7 pedone del nero · c6 alfiere del bianco · d6 cavallo del nero · g5 torre del bianco | c8 re del nero · f8 re del bianco · c7 pedone del nero · c6 alfiere del bianco · d6 cavallo del nero · g5 torre del bianco | c8 re del nero · f8 re del bianco · c7 pedone del nero · c6 alfiere del bianco · d6 cavallo del nero · g5 torre del bianco | c8 re del nero · f8 re del bianco · c7 pedone del nero · c6 alfiere del bianco · d6 cavallo del nero · g5 torre del bianco | c8 re del nero · f8 re del bianco · c7 pedone del nero · c6 alfiere del bianco · d6 cavallo del nero · g5 torre del bianco | 7 |
| 6 | c8 re del nero · f8 re del bianco · c7 pedone del nero · c6 alfiere del bianco · d6 cavallo del nero · g5 torre del bianco | c8 re del nero · f8 re del bianco · c7 pedone del nero · c6 alfiere del bianco · d6 cavallo del nero · g5 torre del bianco | c8 re del nero · f8 re del bianco · c7 pedone del nero · c6 alfiere del bianco · d6 cavallo del nero · g5 torre del bianco | c8 re del nero · f8 re del bianco · c7 pedone del nero · c6 alfiere del bianco · d6 cavallo del nero · g5 torre del bianco | c8 re del nero · f8 re del bianco · c7 pedone del nero · c6 alfiere del bianco · d6 cavallo del nero · g5 torre del bianco | c8 re del nero · f8 re del bianco · c7 pedone del nero · c6 alfiere del bianco · d6 cavallo del nero · g5 torre del bianco | c8 re del nero · f8 re del bianco · c7 pedone del nero · c6 alfiere del bianco · d6 cavallo del nero · g5 torre del bianco | c8 re del nero · f8 re del bianco · c7 pedone del nero · c6 alfiere del bianco · d6 cavallo del nero · g5 torre del bianco | 6 |
| 5 | c8 re del nero · f8 re del bianco · c7 pedone del nero · c6 alfiere del bianco · d6 cavallo del nero · g5 torre del bianco | c8 re del nero · f8 re del bianco · c7 pedone del nero · c6 alfiere del bianco · d6 cavallo del nero · g5 torre del bianco | c8 re del nero · f8 re del bianco · c7 pedone del nero · c6 alfiere del bianco · d6 cavallo del nero · g5 torre del bianco | c8 re del nero · f8 re del bianco · c7 pedone del nero · c6 alfiere del bianco · d6 cavallo del nero · g5 torre del bianco | c8 re del nero · f8 re del bianco · c7 pedone del nero · c6 alfiere del bianco · d6 cavallo del nero · g5 torre del bianco | c8 re del nero · f8 re del bianco · c7 pedone del nero · c6 alfiere del bianco · d6 cavallo del nero · g5 torre del bianco | c8 re del nero · f8 re del bianco · c7 pedone del nero · c6 alfiere del bianco · d6 cavallo del nero · g5 torre del bianco | c8 re del nero · f8 re del bianco · c7 pedone del nero · c6 alfiere del bianco · d6 cavallo del nero · g5 torre del bianco | 5 |
| 4 | c8 re del nero · f8 re del bianco · c7 pedone del nero · c6 alfiere del bianco · d6 cavallo del nero · g5 torre del bianco | c8 re del nero · f8 re del bianco · c7 pedone del nero · c6 alfiere del bianco · d6 cavallo del nero · g5 torre del bianco | c8 re del nero · f8 re del bianco · c7 pedone del nero · c6 alfiere del bianco · d6 cavallo del nero · g5 torre del bianco | c8 re del nero · f8 re del bianco · c7 pedone del nero · c6 alfiere del bianco · d6 cavallo del nero · g5 torre del bianco | c8 re del nero · f8 re del bianco · c7 pedone del nero · c6 alfiere del bianco · d6 cavallo del nero · g5 torre del bianco | c8 re del nero · f8 re del bianco · c7 pedone del nero · c6 alfiere del bianco · d6 cavallo del nero · g5 torre del bianco | c8 re del nero · f8 re del bianco · c7 pedone del nero · c6 alfiere del bianco · d6 cavallo del nero · g5 torre del bianco | c8 re del nero · f8 re del bianco · c7 pedone del nero · c6 alfiere del bianco · d6 cavallo del nero · g5 torre del bianco | 4 |
| 3 | c8 re del nero · f8 re del bianco · c7 pedone del nero · c6 alfiere del bianco · d6 cavallo del nero · g5 torre del bianco | c8 re del nero · f8 re del bianco · c7 pedone del nero · c6 alfiere del bianco · d6 cavallo del nero · g5 torre del bianco | c8 re del nero · f8 re del bianco · c7 pedone del nero · c6 alfiere del bianco · d6 cavallo del nero · g5 torre del bianco | c8 re del nero · f8 re del bianco · c7 pedone del nero · c6 alfiere del bianco · d6 cavallo del nero · g5 torre del bianco | c8 re del nero · f8 re del bianco · c7 pedone del nero · c6 alfiere del bianco · d6 cavallo del nero · g5 torre del bianco | c8 re del nero · f8 re del bianco · c7 pedone del nero · c6 alfiere del bianco · d6 cavallo del nero · g5 torre del bianco | c8 re del nero · f8 re del bianco · c7 pedone del nero · c6 alfiere del bianco · d6 cavallo del nero · g5 torre del bianco | c8 re del nero · f8 re del bianco · c7 pedone del nero · c6 alfiere del bianco · d6 cavallo del nero · g5 torre del bianco | 3 |
| 2 | c8 re del nero · f8 re del bianco · c7 pedone del nero · c6 alfiere del bianco · d6 cavallo del nero · g5 torre del bianco | c8 re del nero · f8 re del bianco · c7 pedone del nero · c6 alfiere del bianco · d6 cavallo del nero · g5 torre del bianco | c8 re del nero · f8 re del bianco · c7 pedone del nero · c6 alfiere del bianco · d6 cavallo del nero · g5 torre del bianco | c8 re del nero · f8 re del bianco · c7 pedone del nero · c6 alfiere del bianco · d6 cavallo del nero · g5 torre del bianco | c8 re del nero · f8 re del bianco · c7 pedone del nero · c6 alfiere del bianco · d6 cavallo del nero · g5 torre del bianco | c8 re del nero · f8 re del bianco · c7 pedone del nero · c6 alfiere del bianco · d6 cavallo del nero · g5 torre del bianco | c8 re del nero · f8 re del bianco · c7 pedone del nero · c6 alfiere del bianco · d6 cavallo del nero · g5 torre del bianco | c8 re del nero · f8 re del bianco · c7 pedone del nero · c6 alfiere del bianco · d6 cavallo del nero · g5 torre del bianco | 2 |
| 1 | c8 re del nero · f8 re del bianco · c7 pedone del nero · c6 alfiere del bianco · d6 cavallo del nero · g5 torre del bianco | c8 re del nero · f8 re del bianco · c7 pedone del nero · c6 alfiere del bianco · d6 cavallo del nero · g5 torre del bianco | c8 re del nero · f8 re del bianco · c7 pedone del nero · c6 alfiere del bianco · d6 cavallo del nero · g5 torre del bianco | c8 re del nero · f8 re del bianco · c7 pedone del nero · c6 alfiere del bianco · d6 cavallo del nero · g5 torre del bianco | c8 re del nero · f8 re del bianco · c7 pedone del nero · c6 alfiere del bianco · d6 cavallo del nero · g5 torre del bianco | c8 re del nero · f8 re del bianco · c7 pedone del nero · c6 alfiere del bianco · d6 cavallo del nero · g5 torre del bianco | c8 re del nero · f8 re del bianco · c7 pedone del nero · c6 alfiere del bianco · d6 cavallo del nero · g5 torre del bianco | c8 re del nero · f8 re del bianco · c7 pedone del nero · c6 alfiere del bianco · d6 cavallo del nero · g5 torre del bianco | 1 |
|   | a | b | c | d | e | f | g | h |   |

Soluzione:
1. Tg4  (blocco)

1... Cb7  2. Ta4 Rb8

3. Ta6! ∼ 4. Ta8#